# Emil Collin
Carl Johan Emil Collin, född 24 juli 1849 i Göteborg, död 5 oktober 1933 i Stockholm, var en köpman och politiker.
Åren 1862-73 genomgick han praktik på kontor, 1877-1920 var han innehavare av egen firma, Emil Collin & Co. Åren 1895-1910 var han ledamot av Göteborgs stadsfullmäktige och innehade styrelseuppdrag bland annat på Riksbankens avdelningskontor, Chalmers tekniska institut.
Han var son till Johan Erik Collin och Carolina Nordström. Emil Collin är begravd på Gamla kyrkogården i Kungsbacka.